# Dogbo-Tota
Dogbo-Tota – miasto w Beninie, w departamencie Kouffo. Położone jest około 100 km na północny zachód od stolicy kraju, Porto-Novo. W spisie ludności z 11 maja 2013 roku liczyło 41 341 mieszkańców.

## Współpraca
Miejscowość partnerska:
- Roeselare, Belgia